# 아트 플레처
아서 플레처(영어: Arthur Fletcher, 1885년 1월 5일~1950년 2월 6일)는 미국의 프로 야구 선수이자 코치, 감독으로, 선수 시절 포지션은 유격수였다. 1909년부터 1922년까지 메이저 리그 베이스볼(MLB)의 뉴욕 자이언츠, 필라델피아 필리스에서 선수 생활을 했다. 선수 시절에는 존 맥그로 뉴욕 자이언츠 감독의 휘하에서, 코치 시절에는 밀러 허긴스와 조 매카시 뉴욕 양키스 감독 휘하에서 뉴욕을 연고지로 하는 두 팀의 왕조 시절을 경험했다.

## 경력
플레처는 일리노이주 콜린스빌에서 태어났다. 우투우타였으며, 178 cm (5 피트 10 인치)와 77 kg (170 파운드)의 체격을 지녔다.
1년간 마이너 리그 생활을 경험한 후 1909년에 뉴욕 자이언츠 선수단에 합류했으며, 2년 후에는 구단의 주전 유격수로 자리잡았다. 존 맥그로 감독 아래에서 네 시즌(1911년, 1912년, 1913년, 1917년) 월드 시리즈에 출전했다. 1920년 시즌 중에 필라델피아 필리스로 트레이드되었으며, 1922년 시즌 후 은퇴했다. 통산 1,534안타, 32홈런, 676타점, 타율 .277를 기록했다. 자이언츠 프랜차이즈 역사상 가장 많은 몸에 맞은 공(132개)를 얻어냈으며, 통산 몸에 맞은 공 141개로 메이저 리그 전체에서 30위에 자리하고 있다.
1923년에 카이저 윌헬름을 대신해 시즌 7위를 달리고 있던 필라델피아 필리스의 감독으로 부임했으며, 이해를 포함해 4년 연속으로 승보다 패가 많은 시즌을 보냈고 1923년과 1926년에는 리그 꼴찌를 면치 못했다. 1926년 10월에 스터피 매키니스에게 감독직을 내주었다.
이후 1927년부터 1945년까지 19년간 뉴욕 양키스에서 코치를 맡았으며, 이 기간 동안 10회 아메리칸 리그 우승과 9회 월드 시리즈 우승을 경험했다. 밀러 허긴스 감독이 1929년 말미에 단독과 농독증으로 갑작스럽게 사망했을 당시 시즌 마지막 11경기 동안 감독 대행을 맡기도 했는데, 11경기에서 6승을 거뒀다. 감독으로서 메이저 리그에서 기록한 성적은 237승 383패로, 승률은 .382였다.

### 감독 기록
| 소속팀   | 연도     | 정규 시즌 | 정규 시즌 | 정규 시즌 | 정규 시즌 | 정규 시즌 | 포스트시즌 | 포스트시즌 | 포스트시즌 | 포스트시즌 |
| 소속팀   | 연도     | 경기수    | 승        | 패        | 승률      | 결과      | 승         | 패         | 승률       | 결과       |
| -------- | -------- | --------- | --------- | --------- | --------- | --------- | ---------- | ---------- | ---------- | ---------- |
| PHP      | 1923     | 154       | 50        | 104       | .325      | NL 8위    | –          | –          | –          | –          |
| PHP      | 1924     | 151       | 55        | 96        | .364      | NL 7위    | –          | –          | –          | –          |
| PHP      | 1925     | 153       | 68        | 85        | .444      | NL 6위    | –          | –          | –          | –          |
| PHP      | 1926     | 151       | 58        | 93        | .384      | NL 8위    | –          | –          | –          | –          |
| PHP 합계 | PHP 합계 | 609       | 231       | 378       | .379      |           | 0          | 0          | –          |            |
| NYY      | 1929     | 11        | 6         | 5         | .545      | AL 2위    | –          | –          | –          | –          |
| NYY 합계 | NYY 합계 | 11        | 6         | 5         | .545      |           | 0          | 0          | –          |            |
| 합계     | 합계     | 620       | 237       | 383       | .382      |           | 0          | 0          | –          |            |

## 이후의 삶
1945년 시즌 이후 플레처는 코치직에서 물러났고, 1950년 로스앤젤레스에서 심근경색으로 65세의 나이에 세상을 떠났다.
플레처의 고향에는 그의 이름을 딴 야구장인 아서 플레처 필드가 있으며, 지역 소재 야구팀들이 사용하고 있다.